# Prepirineu Central català
Prepirineu Central català este o arie protejată (arie specială de conservare — SAC, sit de importanță comunitară — SCI, arie de protecție specială avifaunistică — SPA) din Spania întinsă pe o suprafață de 57.074,77 ha, integral pe uscat.

## Localizare
Centrul sitului Prepirineu Central català este situat la coordonatele 42°15′18″N 1°41′18″E / 42.255°N 1.6883°E.

## Înființare
Situl Prepirineu Central català a fost declarat arie de protecție specială avifaunistică în februarie 1988 pentru a proteja 2 specii de plante și 74 de specii de animale. Alte tipuri de protecție:
- sit de importanță comunitară (în noiembrie 1996)
- arie specială de conservare (în decembrie 2013)[1][3][4]

## Biodiversitate
Situată în ecoregiunea alpină, aria protejată conține 33 de habitate naturale: Pajiști uscate europene, Formațiuni de Juniperus communis pe lande sau pajiști calcaroase, Păduri aluvionare cu Alnus glutinosa și Fraxinus excelsior (Alno-Padion, Alnion incanae, Salicion albae), Păduri iberice de Quercus faginea și Quercus canariensis, Pante stâncoase silicioase cu vegetație casmofită, Păduri de fag Asperulo-Fagetum, Roci stâncoase cu vegetație pionieră de Sedo-Scleranthion sau Sedo albi-Veronicion dillenii, Pajiști uscate seminaturale și facies de acoperire cu tufișuri pe substraturi calcaroase (Festuco-Brometalia) (* situri importante pentru orhidee), Formațiuni montane de Cytisus purgans, Râuri de munte și vegetația lor lemnoasă cu Salix elaeagnos, Grohotișuri calcaroase și de șisturi calcaroase de la nivelul montan până la nivelul alpin (Thlaspietea rotundifolii), Pajiști alpine și boreale, Peșteri inaccesibile publicului, Pajiști cu Molinia pe soluri calcaroase, turboase sau argilos-nămoloase (Molinion caeruleae), Lande oro-mediteraneene cu formațiuni endemice de grozamă, Formațiuni stabile xerotermofile de Buxus sempervirens pe pante stâncoase (Berberidion p.p.), Formațiuni ierboase bogate în specii de Nardus, dezvoltate pe substraturi silicioase în zone montane (și în zone submontane, în Europa continentală), Fânețe de joasă altitudine (Alopecurus pratensis, Sanguisorba officinalis), Matorral arborescenți cu Juniperus spp., Pajiști umede mediteraneene cu ierburi înalte de Molinio-Holoschoenion, Mlaștini alcaline, Păduri pe pante, grohotișuri și ravene de Tilio-Acerion, Fânețe montane, Pajiști alpine și subalpine calcaroase, Păduri de Quercus ilex și Quercus rotundifolia, Păduri montane și subalpine de Pinus uncinata (* dezvoltate pe substrat gipsos sau calcaros), Păduri de fag acidofile atlantice, cu subarboret de Ilex și, uneori, de asemenea, Taxus, la nivelul arbuștilor (Quercion robori-petraeae sau Ilici-Fagenion), Păduri de pin (sub-) mediteraneene cu pini negri endemici, Pante stâncoase calcaroase cu vegetație casmofită, Pajiști carstice calcaroase sau bazofile, de Alysso-Sedion albi, Păduri de fag din Europa Centrală dezvoltate pe sol calcaros cu Cephalanthero-Fagion, Păduri montane și subalpine de Pinus uncinata (* dezvoltate pe substrat gipsos sau calcaros), Grohotișuri termofile și vest-mediteraneene.
La baza desemnării sitului se află mai multe specii protejate:
- plante (2): papucul doamnei (Cypripedium calceolus), Dracocephalum austriacum
- păsări (53): uliu porumbar (Accipiter gentilis gentilis), fluierar de munte (Actitis hypoleucos), minunița (Aegolius funereus), rață mare (Anas platyrhynchos), fâsă-de-câmp (Anthus campestris), fâsă de pădure (Anthus spinoletta), acvilă de munte (Aquila chrysaetos), buha (Bubo bubo), șorecarul comun (Buteo buteo), caprimulg (Caprimulgus europaeus), Certhia brachydactyla, mierla de apă (Cinclus cinclus), șerpar (Circaetus gallicus), erete vânăt (Circus cyaneus), porumbel gulerat (Columba palumbus), prepeliță (Coturnix coturnix), ciocănitoare neagră (Dryocopus martius), presură de grădină (Emberiza hortulana), șoim călător (Falco peregrinus), șoimul rândunelelor (Falco subbuteo), vânturel roșu (Falco tinnunculus), cinteză (Fringilla coelebs), zăgan (Gypaetus barbatus), vulturul pleșuv sur (Gyps fulvus), acvilă pitică (Hieraaetus pennatus), capîntortură (Jynx torquilla), sfrâncioc roșiatic (Lanius collurio), Lanius meridionalis, forfecuță gălbuie (Loxia curvirostra), ciocârlie de pădure (Lullula arborea), gaia roșie (Milvus milvus), mierlă de piatră (Monticola saxatilis), codobatura galbenă (Motacilla flava), muscar sur (Muscicapa striata), vultur egiptean (Neophron percnopterus), pietrar sur (Oenanthe oenanthe), ciuf-pitic (Otus scops), Perdix perdix hispaniensis, pițigoi de brădet (Periparus ater), viespar (Pernis apivorus), Phalacrocorax carbo sinensis, Prunella collaris, Pyrrhocorax pyrrhocorax, mărăcinar (Saxicola rubetra), mărăcinar negru (Saxicola torquatus), sitar de pădure (Scolopax rusticola), silvie roșcată (Sylvia cantillans), silvie de tufiș (Sylvia undata), Tetrao urogallus aquitanicus, fluturașul de stâncă (Tichodroma muraria), pănțărușul (Troglodytes troglodytes), mierlă gulerată (Turdus torquatus), pupăză (Upupa epops)
- mamifere (12): liliac cârn (Barbastella barbastellus), lupul (Canis lupus), Galemys pyrenaicus, vidră de râu (Lutra lutra), liliac cu aripi lungi (Miniopterus schreibersii), liliac cu urechi mari (Myotis bechsteinii), liliac cu urechi de șoarece (Myotis blythii), liliac cu picioare lungi (Myotis capaccinii), liliac cărămiziu (Myotis emarginatus), liliacul mediteranean cu potcoavă (Rhinolophus euryale), liliacul mare cu potcoavă (Rhinolophus ferrumequinum), liliacul mic cu potcoavă (Rhinolophus hipposideros)
- nevertebrate (8): Austropotamobius pallipes, croitorul mare al stejarului (Cerambyx cerdo), fluturele de noapte (Eriogaster catax), fluturele auriu (Euphydryas aurinia), Euplagia quadripunctaria, Graellsia isabellae, rădașcă (Lucanus cervus), Rosalia alpina
- pești (1): Parachondrostoma miegii

Pe lângă speciile protejate, pe teritoriul sitului au mai fost identificate 1 specie de păsări, 7 specii de amfibieni, 16 specii de mamifere, 1 specie de pești, 5 specii de reptile.